# Mémoires d'un corps brûlant
Pour plus de détails, voir Fiche technique et Distribution.
Mémoires d'un corps brûlant (Memorias de un cuerpo que arde) est un film dramatique hispano-costaricien réalisé par Antonella Sudasassi Furnis (es) et sorti en 2024.

## Synopsis
Alors que l'entourage d'Ana (68 ans), Patricia (69 ans) et Mayela (71 ans) n'y prête guère attention, la réalisatrice découvre comment ces femmes comprennent et apprécient leur sexualité. Les rides, les cheveux gris et les taches de vieillesse ne les en empêchent pas. Leur désir diminue-t-il ? Qu'est-ce qui a changé ? Ayant grandi à une époque pleine de répressions et de tabous, elles ont trouvé leur féminité à travers des non-dits. Aujourd'hui, leurs voix se fondent dans le corps d'une seule femme qui, par procuration, extériorise de manière poétique des souvenirs, des secrets et des désirs jamais exprimés,,.

## Fiche technique
- Titre français : Mémoires d'un corps brûlant[4]
- Titre original ; Memorias de un cuerpo que arde
- Réalisation : Antonella Sudasassi Furnis (es)
- Scénario : Antonella Sudasassi Furnis (es)
- Photographie : Andrés Campos Sánchez
- Montage : Bernat Aragonés
- Musique : Juano Damiani
- Décors : Mauricio Esquivel
- Production : Antonella Sudasassi Furniss, Estephania Bonnett Alonso
- Sociétés de production : Substance Films, Playlab Films
- Pays de production :  Costa Rica -  Espagne
- Langue originale : espagnol
- Format : couleurs
- Genre : Drame
- Durée : 90 minutes
- Dates de sortie : 
  - Allemagne : 19 février 2024 (Berlinale 2024)
  - France : 9 octobre 2024 (Festival du film de Saint-Jean-de-Luz) ; 20 novembre 2024 (sortie nationale)

## Distribution
- Sol Carballo : Femme
- Paulina Bernini : jeune femme
- Juliana Filloy : Jeune fille
- Liliana Biamonte : Mère
- Juan Luis Araya : Mari
- Gabriel Araya : Père
- Leonardo Perucci : Petit ami
- Cecilia García : Grand-mère

## Accueil critique
« [Il s'agit d']une fiction très particulière nourrie de témoignages réels. [...] Tous les sujets de la féminité défilent ainsi et ces voix de femmes qui ont tenu à rester anonymes éclatent avec une force neuve, prouvant que l’ignorance et l’oppression masculine ne peuvent pas éteindre la volonté de liberté et le désir. Ces Mémoires forment la chair, brûlée, mais ardente, de la revanche. »

— Guillemette Odicino sur Télérama